# وادي بن عبد الله (حرض)

تعديل مصدري - تعديل

وادي بن عبد الله هي إحدى قرى عزلة بني الحداد بمديرية حرض التابعة لمحافظة حجة، بلغ تعداد سكانها 897 نسمة حسب تعداد اليمن لعام 2004.